# Макарівський історико-краєзнавчий музей

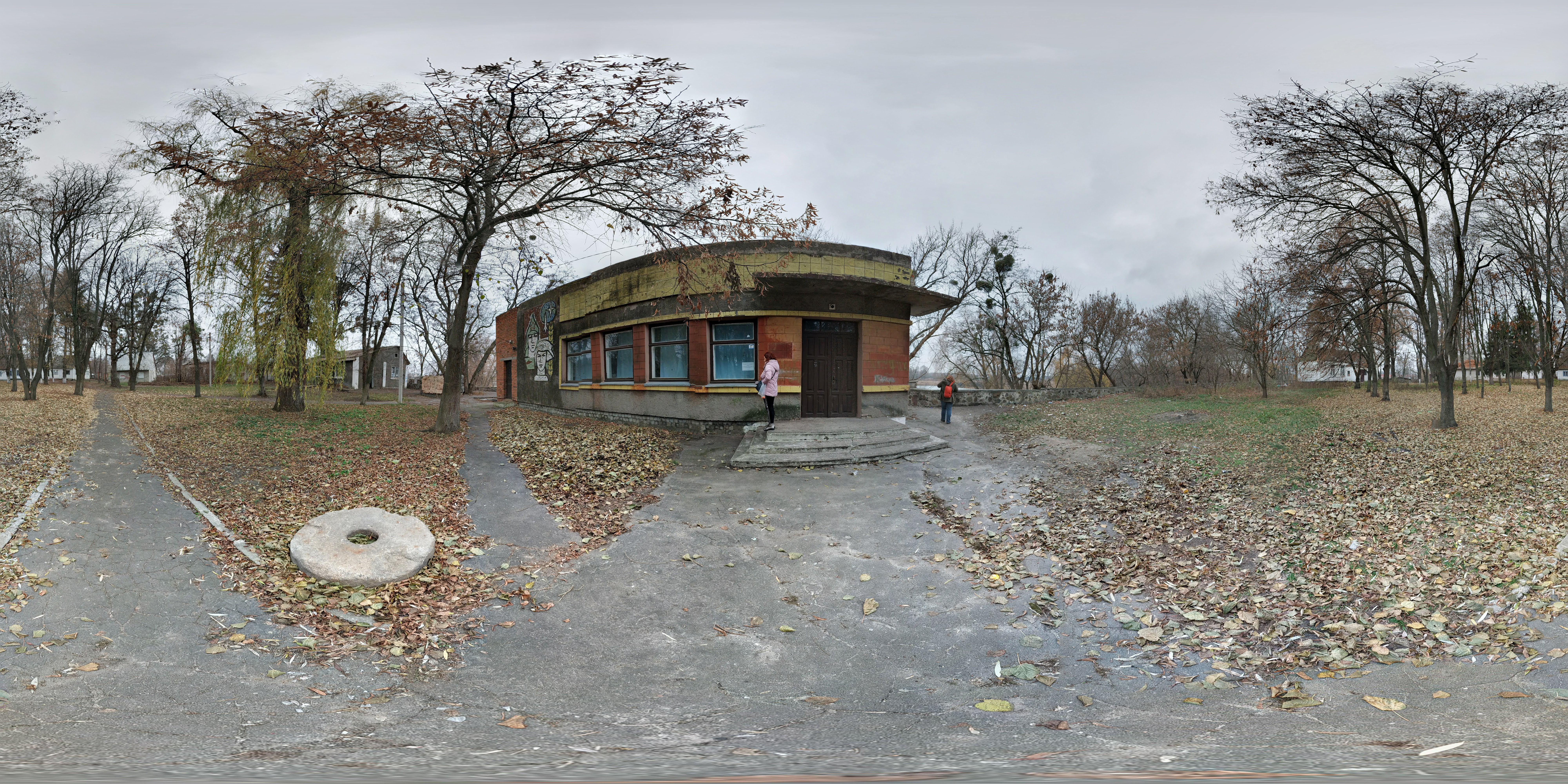
Біля музею. Панорама, 2019 рік

Макарівський історико-краєзнавчий музей — історико-краєзнавчий музей у центрі громади Київської області смт Макарові; зібрання матеріалів і предметів з історії, культури та персоналій колишнього Макарівського району.
Музей розташований у прилаштованому приміщенні неподалік центру селища за адресою:
вул. Богдана Хмельницького, 23, смт Макарів—08000 (Київська область, Україна).

## З історії та експозиції музею
Музей у Макарові заснований як Макарівський історичний музей у 1967 році.
У теперішній час (2000-ні) в Макарівському історико-краєзнавчому музеї діють такі експозиції:
- Макарівський край в епоху Середньовіччя;
- Гайдамацький рух на Макарівщині;
- Макарівщина в період 1905—1917 рр.;
- Макарівщина в роки німецько-радянської війни 1941—1945 рр.;
- післявоєнний період в житті району;
- життя і діяльність видатного церковного діяча Димитрія Ростовського (Дмитро Туптало).

З 1 лютого 2016 року директором музею є кандидат історичних наук Віталій Гедз.

## Виноски
1. ↑  Постанова Кабінету Міністрів України від 29 листопада 2000 р. № 1766 «Про затвердження переліку музеїв, що перебувають у віданні підприємств, установ та організацій, де зберігаються музейні колекції та музейні предмети, що є державною власністю і належать до державної частини Музейного фонду України» [Архівовано 5 березня 2016 у Wayback Machine.] на LAWUA.info (Закони України. Правовий портал.) [Архівовано 2 травня 2010 у Wayback Machine.]
2. ↑  Макарівський історико-краєзнавчий музей [Архівовано 29 березня 2009 у Wayback Machine.] на сайті Київської обласної туристичної агенції [Архівовано 22 вересня 2010 у Wayback Machine.]